# 半边街站
半边街站是位于贵州省贵阳市贵定县宝山街道的一个铁路车站，邮政编码551300。车站建于1974年，有沪昆铁路经过该站，车站及其上下行区间均已电气化。距离贵阳站88公里，隶属于成都铁路局凯里车务段，目前仅办理接发列车及中转车的调车作业，是五等站。